# Anticarsia creberrima
Anticarsia creberrima là một loài bướm đêm trong họ Erebidae.